# Christine Baranski
Christine Jane Baranski (født 2. maj 1952 i Buffalo, New York), er en amerikansk skuespiller, der har arbejdet indenfor teater på Broadway, film og tv.
Hun er blevet nomineret hele 15 gange ved Emmy Awards, hvor hun har vundet én enkelt gang i 1995 for rollen som Maryanne Thorpe i situationskomedien Cybill (1995–1998). Baranski har ellers fået god kritik og er flere gange blevet nominerede for sin rolle som forsvarsadvokaten Diane Lockhart i retsdramaserien The Good Wife (2009–2016) og The Good Fight (2017–i dag). Hun har også spillet Leonards mor, Dr. Beverly Hofstadter, i flere episoder af komedieserien The Big Bang Theory (2009–i dag).
Baranski har vundet to Tony Awards, som bedste kvindelig birolle i Broadway-teateret The Real Thing (1984) og Rumors (1989). Hun har også deltaget i andre stykker som Hide and Seek (1980), Hurlyburly (1984), The House of Blue Leaves (1986) og Boeing Boeing (2008). Baranski har også spillet med i en række film: 9 1/2 Weeks (1986), Leg med ild (1986), Frikendt..? (1990), Det bli'r i familien Addams (1993), Jeffrey (1995), The Birdcage (1996), Bulworth (1998), Sex Games (1999), Bowfinger (1999), Grinchen (2000), Chicago (2002), Mamma Mia! (2008), Into the Woods (2014), Trolls (2016) og Mamma Mia! Here We Go Again (2018).
Baranski var gift med skuespilleren Matthew Cowles, fra 1983 til hans død i maj 2014.

## Filmografi
Udvalg af roller i forskellige film, gennem årene.
- 1993 - Det bli'r i familien Addams
- 1995 - Jeffrey
- 1998 - Bulworth
- 1999 - Sex Games
- 1999 - Bowfinger
- 2006 - 9 1/2 Weeks
- 2000 - Grinchen
- 2002 - Chicago
- 2008 - Mamma Mia!
- 2009 - The Good Wife
- 2009 - The Big Bang Theory
- 2014 - Into the Woods
- 2016 - Trolls
- 2017 - The Good Fight
- 2018 - Mamma Mia! Here We Go Again